# Dekoniunktura
Dekoniunktura – pojęcie ekonomiczne oznaczające ogół czynników decydujących o niekorzystnej sytuacji na rynku; kryzys; zastój; recesja; zahamowanie rozwoju ekonomicznego.